# Гівайро Рід
Гівайро Рід (нід. Givairo Read; нар. 2 червня 2006, Амстердам, Нідерланди) — нідерландський футболіст суринамського походження, фланговий захисник «Феєнорда».

## Ігрова кар'єра

### Клубна
Гівайро Рід є вихованцем клубної академії «Волендама». З 2021 року футболіст почав грати за дублюючий склад команди «Йонг Волендам» в третьому дивізіоні чемпіонату Нідерландів. Перед сезоном 2022/23 Рід був внесений до заявки першої команди і 17 березня 2023 року провів свою першу гру в основі в Ередивізі, коли вийшов на заміну в матчі проти «Фортуни».
В червні 2023 року Рід перейшов до стану «Феєнорда», з яким підписав трирічний контракт. Перший сезон захисник провів, граючи за молодіжну команду клубу. Його дебют в офіційних іграх за «Феєнорд» відбувся 4 серпня 2024 року, коли Рід вийшов на заміну в другому таймі переможного матчу за Суперкубок країни. 22 вересня 2024 року Рід дебютував у матчах чемпіонату країни.
У вересні 2024 року Рід продовжив дію контракту з клубом до літа 2028 року.

### Збірна
Гівайро Рід має суринамське походження, та у 2022 році почав свої виступи в юнацьких збірних Нідерландів.

## Досягнення
«Феєнорд»
- Володар Суперкубка Нідерландів: 2024

Особисті
- Талант місяця Ередивізі: квітень 2025[6]
- Команда місяця Ередивізі: квітень 2025[7]